# The Lost Diamond
The Lost Diamond è un cortometraggio muto del 1913 diretto da Robert G. Vignola. Prodotto dalla Kalem e distribuito dalla General Film Company, aveva come interpreti James Vincent, Henry Hallam, Helen Lindroth, Dexter McReynolds, John E. Mackin, Alice Hollister.

## Produzione
Il film fu prodotto dalla Kalem Company.

## Distribuzione
Distribuito dalla General Film Company, il film - un cortometraggio di 150 metri - uscì nelle sale cinematografiche degli Stati Uniti il 14 luglio 1913. Nelle proiezioni, veniva programmato con il sistema dello split reel, accorpato in un'unica bobina con un altro cortometraggio prodotto dalla Kalem, la commedia The Mermaid.